# Aeropuerto Internacional de Daytona Beach
El Aeropuerto Internacional de Daytona Beach (del inglés: Daytona Beach International Airport) (IATA: DAB, OACI: KDAB, FAA LID: DAB) es un aeropuerto público propiedad del condado de Volusia localizado a 5 km (tres millas) al suroeste del Distrito Financiero Central de Daytona Beach, adyacente al Daytona International Speedway, en el condado de Volusia, Florida, Estados Unidos. El aeropuerto tiene 3 pistas de aterrizaje, una terminal doméstica de seis puertas, y una terminal internacional. Daytona Beach como la sede del Embry-Riddle Aeronautical University. El aeropuerto es considerado como más conveniente para los residentes que viven cerca que el Aeropuerto Internacional de Orlando y el Aeropuerto Internacional de Jacksonville.

## Instalaciones
El Aeropuerto Internacional de Daytona Beach cubre 730 ha (1,800 acres) y tiene tres pistas de asfalto: 07L/25R, 3,200 x 46 m (10,500 x 150 pies), 07R/25L, 974 x 30 m (3,195 x 100 pies) y 16/34, 1,829 x 46 m (6,001 x 150 pies).
En el año que finalizó el 30 de septiembre de 2021, el aeropuerto tuvo 364,071 operaciones de aeronaves, un promedio de 997 por día: 62% aviación general, 36% taxi aéreo, 2% aerolíneas y <1% militares. En ese momento, había 238 aeronaves basadas en este aeropuerto: 167 monomotores, 40 multimotores, 29 jets y 2 helicópteros.

### Operadores de base fija
- ATP Jet Center
- SheltAir Aviation Services
- Yelvington Jet Aviation

### Escuelas de aviación
- Flota de Cessna Embry Riddle
- Air America Flight Center
- ATP Flight School
- Spectrum Flying Club
- Daytona Aviation Academy
- Dickinson Aviation
- Embry-Riddle Aeronautical University
- Phoenix East Aviation
- TFA Flight Academy
- The Airline Academy

## Aerolíneas y destinos

### Pasajeros
| Aerolíneas        | Destinos |
| ----------------- | --- |
| American Airlines | Estacional: Charlotte                                                                                           |
| American Eagle    | Charlotte |
| Avelo Airlines    | New Haven Estacional: Wilmington (DE)                                                                           |
| Breeze Airways    | Akron/Canton (inicia el 3 de septiembre de 2025), Hartford, Providence, Raleigh/Durham Estacional: White Plains |
| Delta Air Lines   | Atlanta |
| JetBlue           | Boston (inicia el 4 de diciembre de 2025), Nueva York–JFK (reinicia el 4 de diciembre de 2025)                  |

## Estadísticas

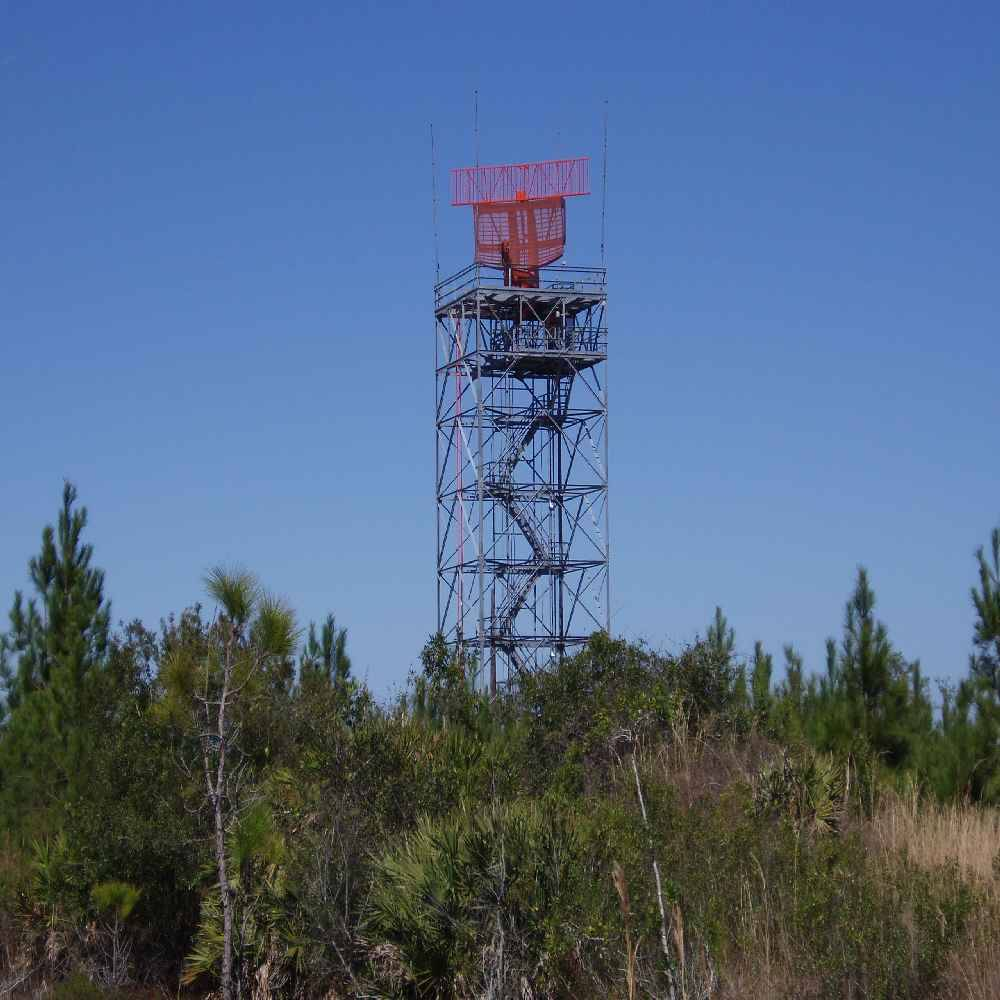
El radar de vigilancia del aeropuerto de Daytona Beach, ubicado fuera del sitio.

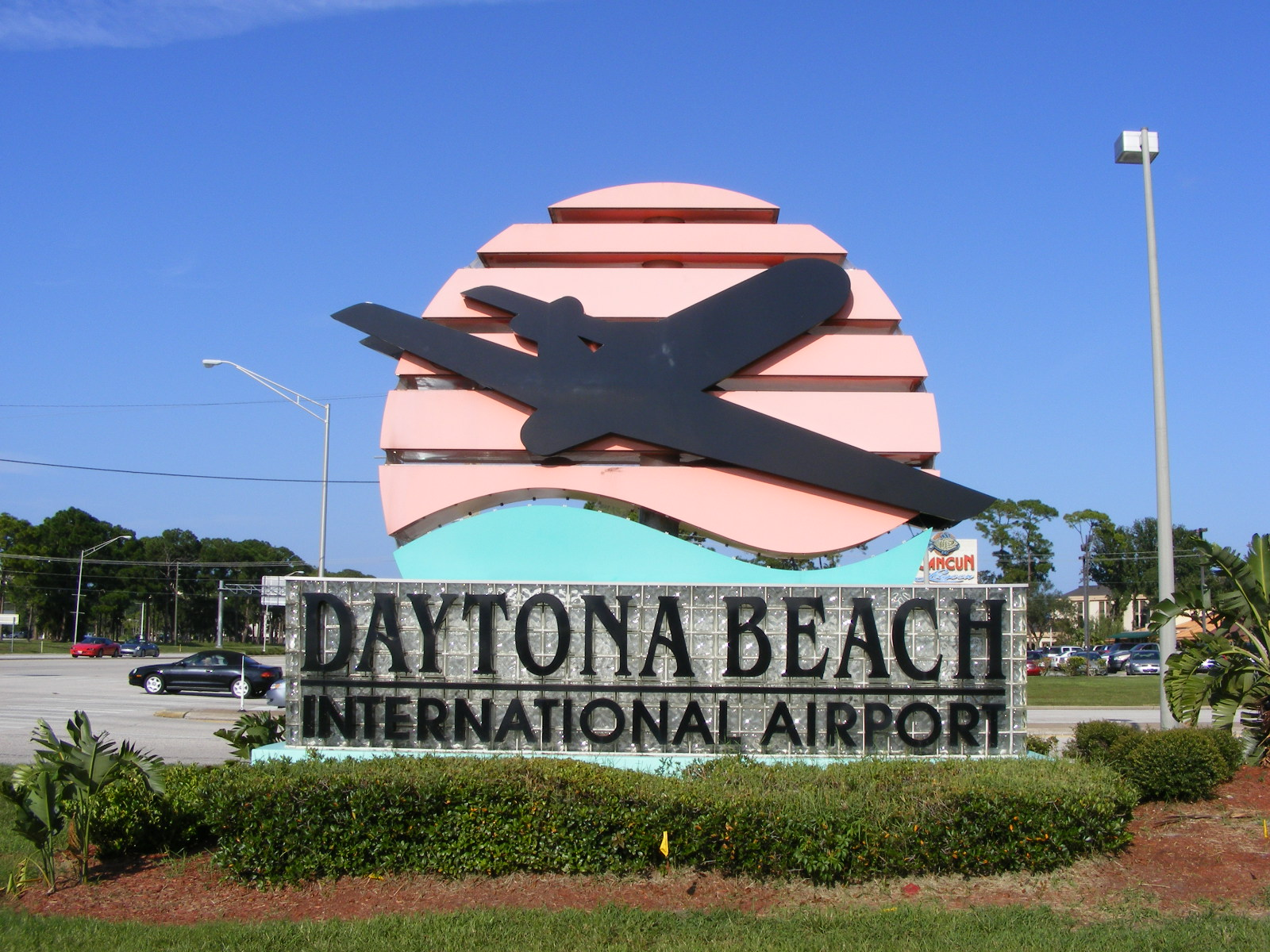
Señal de entrada

| Año  | Pasajeros |
| ---- | --------- |
| 2016 | 676,000   |
| 2017 | 684,000   |
| 2018 | 726,000   |
| 2019 | 670,000   |
| 2020 | 320,000   |
| 2021 | 543,000   |
| 2022 | 554,000   |
| 2023 | 687,000   |
| 2024 | 665,000   |